# Clethra cuneata
Clethra cuneata är en tvåhjärtbladig växtart som beskrevs av Henry Hurd Rusby. Clethra cuneata ingår i släktet Clethra och familjen Clethraceae. Inga underarter finns listade i Catalogue of Life.